# La Vie de château : Mon enfance à Versailles
Pour plus de détails, voir Fiche technique et Distribution.
La Vie de château : Mon enfance à Versailles est un film d'animation franco-luxembourgeois réalisé par Clémence Madeleine-Perdrillat et Nathaniel H'limi et sorti en 2025. Ce long métrage est un subtil montage des 6 épisodes de la série diffusée en 2024.

## Fiche technique
Sauf indication contraire, les informations mentionnées dans cette section peuvent être confirmées par les bases de données cinématographiques IMDb et Allociné,  présentes dans la section « Liens externes ».
- Titre original : La Vie de château : Mon enfance à Versailles
- Réalisation : Clémence Madeleine-Perdrillat et Nathaniel H'limi
- Scénario : Clémence Madeleine-Perdrillat, Alice Vial et Olivier Demangel
- Musique : Albin de Simone
- Décors :
- Animation :
- Photographie :
- Son : Anne-Sophie Coste
- Montage : Amelie Degouys et Thomas Belair
- Production : Lionel Massol, Stephan Roelants, Marc du Pontavice, Emmanuel-Alain Raynal et Pierre Baussaron
- Sociétés de production : Films Grand Huit, Mélusine Productions, Xilam et Miyu Productions
- Société de distribution : Jour2fête
- Budget :
- Pays de production :  France et  Luxembourg
- Langue originale : français
- Format :
- Genre : Animation
- Durée : 81 minutes
- Dates de sortie :
  - France : 14 juin 2025 (Annecy) au Festival international du film d'animation d'Annecy 2025
  - France : 15 octobre 2025 au cinéma

## Distribution
- Emi Lucas-Viguier : Violette
- Frédéric Pierrot : Régis
- Malcolm Vallet-Armellino : Malcolm
- Anne Alvaro : Geneviève
- Céline Ronté : Olga
- Jacques Weber : Jean-Pierre
- Ariane Ascaride : Evelyne
- Thierry Lhermitte : Louis XIV
- Antoine Reinartz : Monsieur Brouezec
- Renan Cros : Hippolyte
- Julien Sibre : Monsieur Ange
- Oussouby-Junir Fofana : Ousmane
- Madoussou Camara : Leslie
- Jaynelia Coadou : Leslie
- Magali Rosenzweig : Juliette / Voix SNCF, radio et aéroport
- Marion Armellino-Vallet : Marion
- Clémence Madeleine-Perdrillat : Maîtresse
- Eve Lorrain : Romane
- Jeanne Tourret Saudubray : Camille
- Waël Moucle : Axel / Régis enfant
- Adrien Jousse : Yanis